# Graffito di Esmet-Akhom
Il graffito di Esmet-Akhom (chiamato anche Philae 436) è l'ultima, cioè la più tarda, iscrizione conosciuta in geroglifici egizi. Si trova nel Tempio di Iside a File, dove fu inciso nel 394 d.C.

## Descrizione
L'iscrizione è datata al giorno della nascita del dio Osiride, nel 110º anno dall'ascesa al trono dell'imperatore romano (e faraone) Diocleziano: il giorno in questione è quindi il 24 agosto 394 d.C. La figura umana incisa piuttosto grossolanamente sulla sinistra rappresenterebbe un re con il capo sormontato dalla corona-atef, mentre il testo in alto a destra è relativo a un decreto regale. Tale iscrizione, l'ultima di una lingua più che trimillenaria, recita:
(Traduzione di A. Roccatti)
L'iscrizione in caratteri demotici in basso a destra dice invece:
(Traduzione di A. Roccatti)

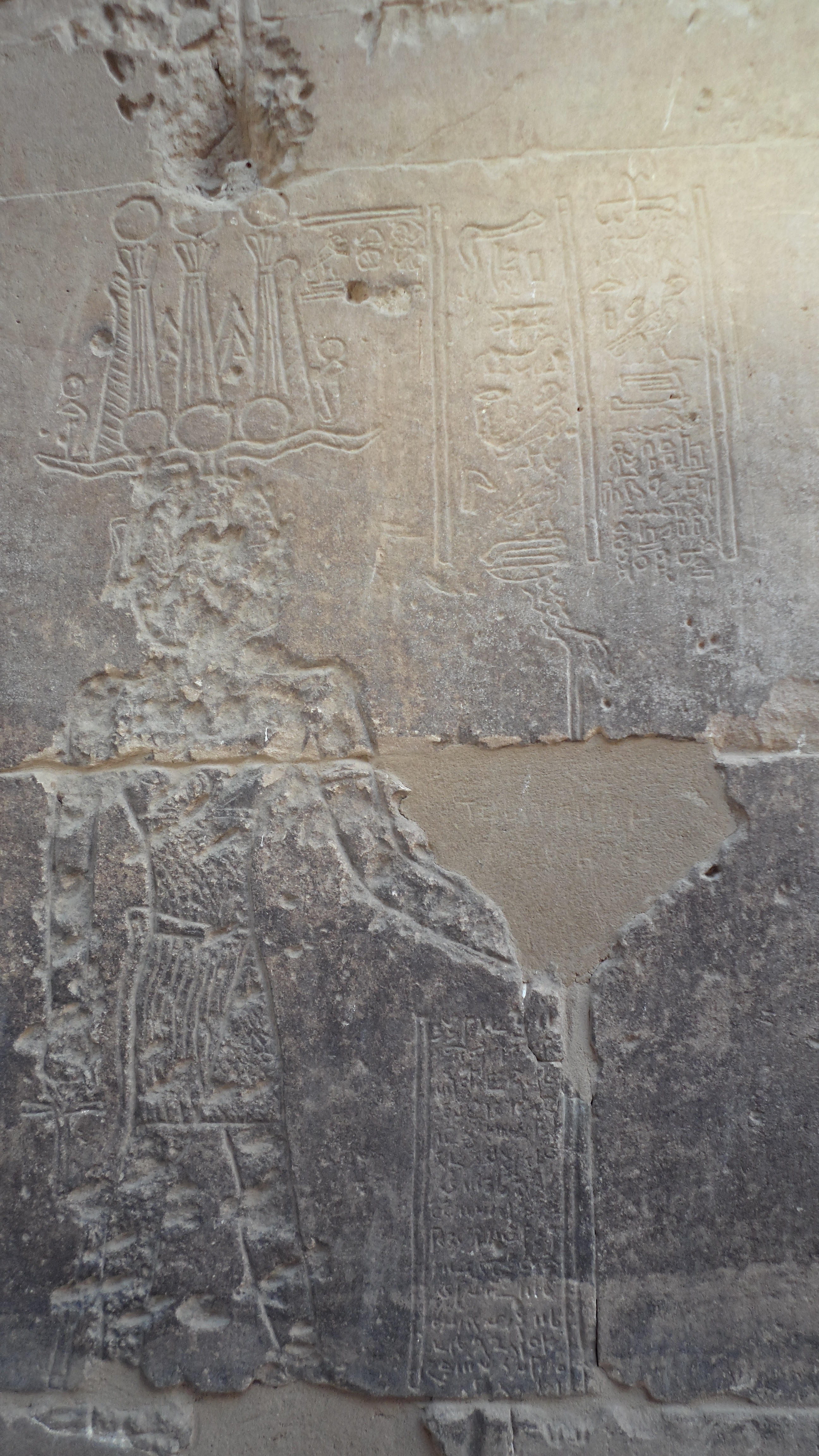
Fotografia.
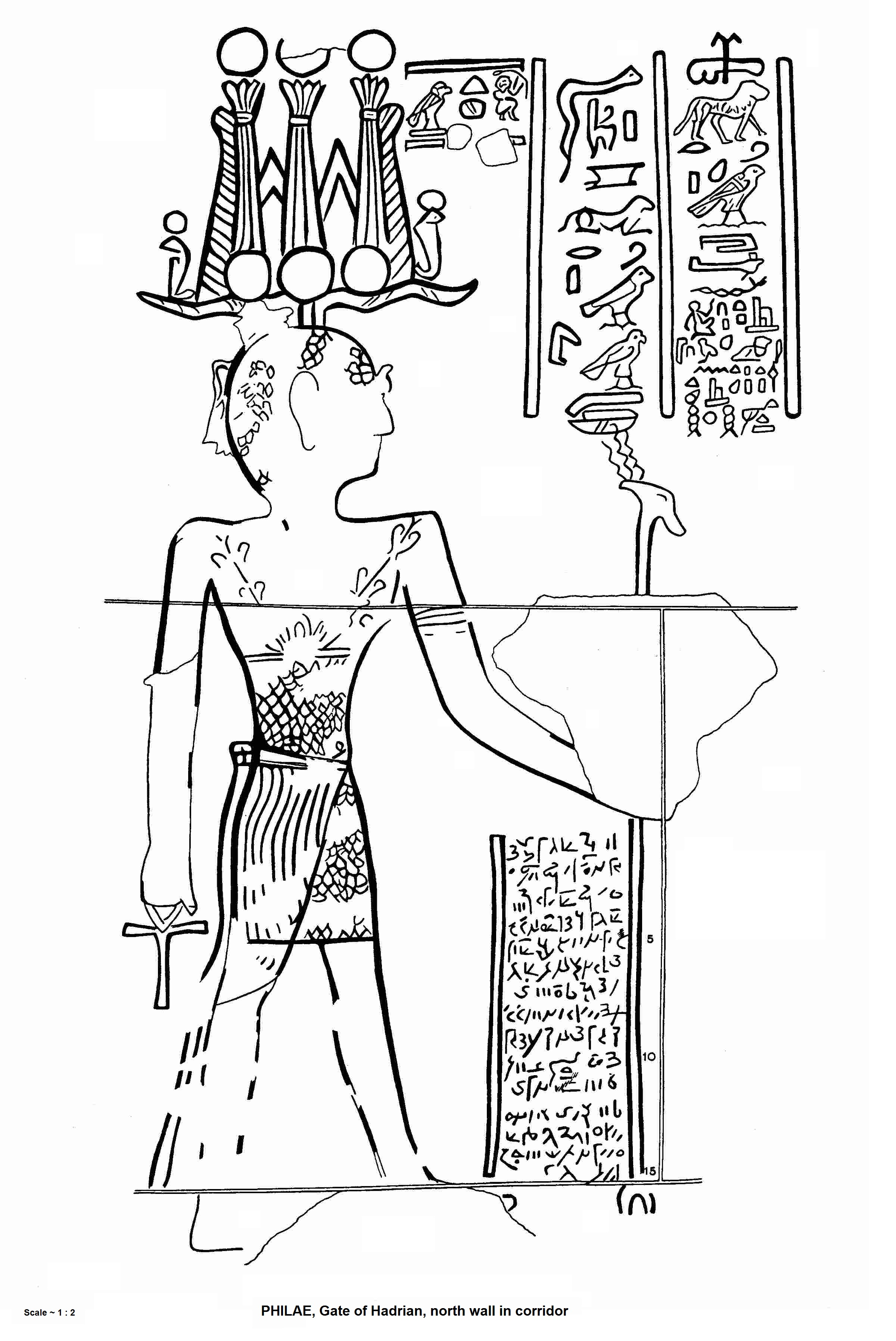
Copia.
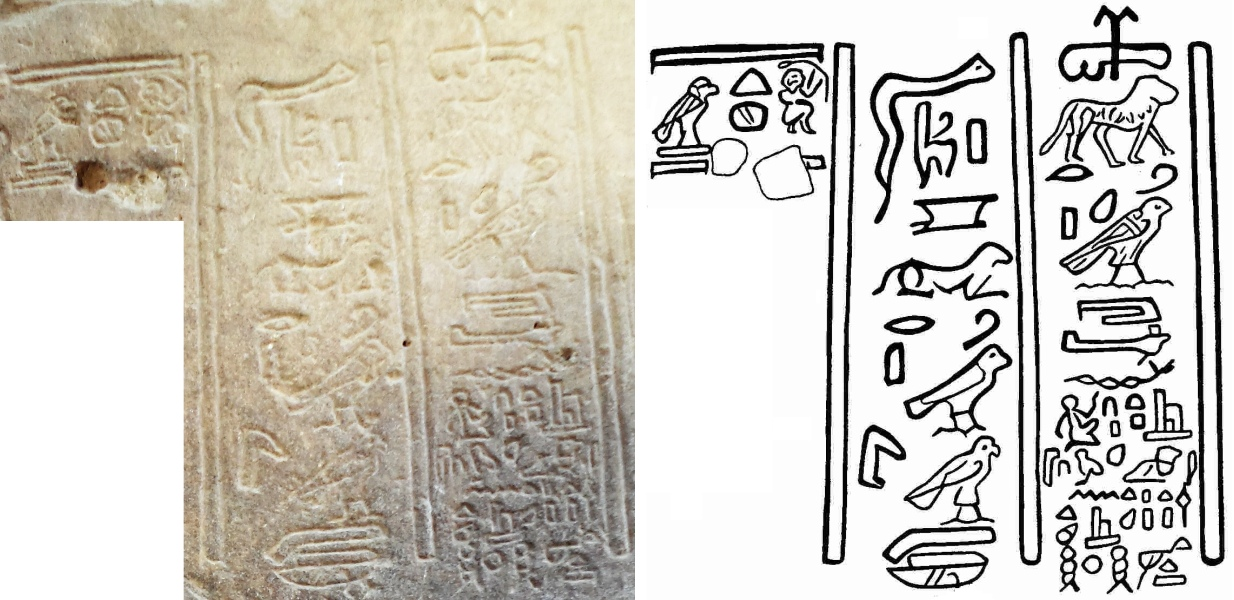
L'iscrizione geroglifica.
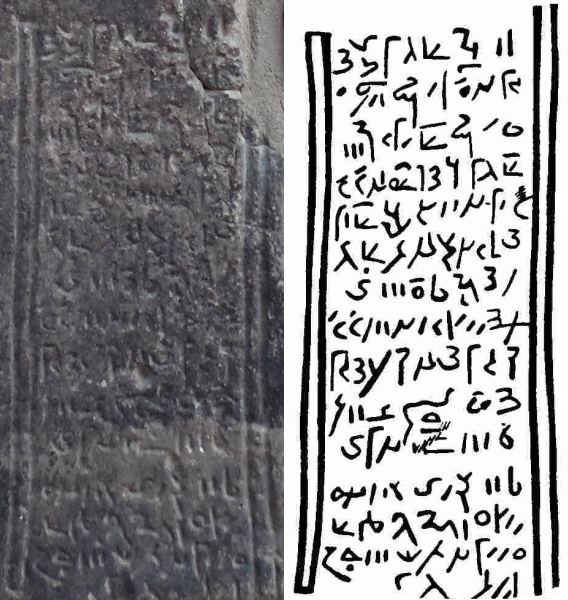
L'iscrizione demotica.